# Front pseudocàlid
Un front pseudocàlid és un límit entre el flux d'entrada i el corrent descendent del flanc davanter d'una supercèl·lula. Pot estar estacionari o moure's en direcció nord-est. Si fos estacionari, tècnicament seria un front pseudoestacionari.